# Wolfgang Petersen
Wolfgang Petersen, född 14 mars 1941 i Emden i Niedersachsen, död 12 augusti 2022 i Brentwood, Los Angeles, Kalifornien, var en tysk filmregissör.
Karriären började i Västtyskland under 1960-talet med teaterregi, följt av regi av tv-produktioner, tv-filmer och en handfull långfilmer.
Världssuccén med Das Boot 1981 och familjefilmen Den oändliga historien 1984 öppnade vägen för en karriär i Hollywood där han regisserade flera högprofilerade storfilmer, bland andra I skottlinjen, Air Force One, Den perfekta stormen och Troja.
Petersen var även exekutiv producent för TV-serien The Agency som spelades in och sändes på CBS under två säsonger.

## Filmografi (i urval)
- 1981 – Das Boot
- 1984 – Den oändliga historien
- 1993 – I skottlinjen
- 1995 – Outbreak – i farozonen
- 1997 – Air Force One
- 2000 – Den perfekta stormen
- 2004 – Troja
- 2006 – Poseidon